# جاك غريغوري
جاك غريغوري (بالإنجليزية: Jack Gregory)‏ (24 سبتمبر 1926 في المملكة المتحدة - 10 أكتوبر 1995 في المملكة المتحدة) هو لاعب كرة قدم بريطاني في مركز الهجوم.